# الجريبات (خولان)

تعديل مصدري - تعديل

الجريبات هي إحدى قرى عزلة بني شداد بمديرية خولان التابعة لمحافظة صنعاء، بلغ تعداد سكانها 828 نسمة حسب تعداد اليمن لعام 2004.